# جون بروس يونغ
جون بروس يونغ (بالإنجليزية: John Bruce Young)‏ هو ضابط شرطة نيوزيلندي، ولد في 1888، وتوفي في 1952.